# Sabatieria paradoxa
Sabatieria paradoxa är en rundmaskart som beskrevs av Christian Wieser och Stephen Donald Hopper 1967. Sabatieria paradoxa ingår i släktet Sabatieria och familjen Comesomatidae. Inga underarter finns listade i Catalogue of Life.